# بريندون ليونارد
بريندون ليونارد (بالإنجليزية: Brendon Leonard)‏ هو لاعب اتحاد الرغبي نيوزيلندي، ولد في 16 أبريل 1985 في إقليم وايكاتو في نيوزيلندا.

## وصلات خارجية
- بريندون ليونارد عل موقع إسبنسكروم (الإنجليزية)
- بريندون ليونارد على موقع ItsRugby.co.uk (الإنجليزية)